# 金木水火土棋
金木水火土棋，又稱五行棋，轿子棋，是流傳於中國的兩人棋類。遊戲過程吃子時，玩家從己方原點開始喊：「金！」，然後每動一格就喊一字，「木！」、「水！」、「火！」、「土！」，喊到最後一字時吃子，因而得名。
溫州在民國時期有竹枝词〈金木水火土〉曰：「界線畫成井字形，土金水木莫爭井。後來破盡井田制，百輩兒戲任用兵。」

## 棋具

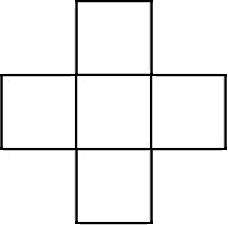
金木水火土棋盤

- 棋盤為五個正方格擺如十字型，共十二個棋點。
- 雙方各執四子，以顏色區分敵我。

## 棋規
- 棋子皆放在棋點，置於最靠近己方的方格四個角點。
- 玩家輪流移動一枚己棋一到四格至空棋點，方向可轉彎，路徑不得返折，不得越子，若移動正好四格，可至敵棋處，並將該棋移除遊戲。
- 將敵方全消滅獲勝。[3]

## 地方變體
一些地方棋類的移動步數有差，但棋盤相同。

### 雞毛蒜毫
- 流傳於山東安丘市等。
- 每方四枚棋子置於近己方的第二橫線。
- 玩家輪流移動一枚己棋一格至空棋點，或是移動正好三格至敵棋觸，方向可轉彎，不得返折，不得越子，並將該棋移除遊戲。玩家從己方原點開始喊：「雞！」，然後每動一格就喊一字，「毛！」、「蒜！」、「毫！」，喊到最後一字時吃子。
- 勝利規則同。[4]

### 蒸架棋
- 又名「銀線棋」、「十字棋」、「五部棋」，流傳於江南地區等地。
- 方四枚棋子棋子置於最靠近己方的方格的四個角點。
- 玩家輪流移動一枚己棋一格至空棋點，或是移動正好五格至空或敵棋位，方向可轉彎，不得返折，不得越子，若至敵棋處將該棋移除遊戲。
- 勝利規則同。[5]

### 小貓釣魚
- 每方只有兩枚棋子。
- 每方兩枚棋子置於最靠近己方方格的最底邊。
- 玩家輪流移動一枚己棋八格至空棋點，方向可轉彎，可返折，不得越子。玩家從己方第一步移動開始喊：「小！」，然後每動一格就喊一字，「貓！」、「釣！」、「魚！」。
- 讓敵方不能移動為勝。[6]